# Sinophorus petiolatus
Sinophorus petiolatus là một loài tò vò trong họ Ichneumonidae.